# エンリケ・ボラーニョス
エンリケ・ホセ・ボラーニョス・ヘイエル（Enrique José Bolaños Geyer、1928年5月13日 - 2021年6月14日）は、ニカラグアの政治家。同国大統領（第47代）などを歴任。

## 生涯
アルノルド・アレマンの後任として、2002年に旧アナスタシオ・ソモサ・デバイレの流れを継ぎ、アレマンと自由同盟（AL）の影響の強い立憲自由党（PLC）からサンディニスタ民族解放戦線（FSLN）のダニエル・オルテガを破って大統領に就任した。
政権に就くとアレマンの影響が強かったものの、汚職問題を追及してアレマンを拘束した。しかし、任期末には自らの汚職が発覚した。勤務実態のない親族に、主要官公庁の職員として3年間にわたり、日本円にして数千万円の給与が払われており、これはラ・プレンサ紙で後に大きく報道された。2004年6月には日本を公式実務訪問している。
2006年11月5日に行われた大統領選挙でFSLNのダニエル・オルテガに敗れた。2021年6月14日、マサヤにある自宅にて93歳で死去。